# BK Brocēni
Il Basketbola klubs Brocēni è stato una società di pallacanestro maschile lettone di Riga, esistente dal 1992 al 2001.
Il club partecipò alla massima divisione del campionato lettone, giocando le partite casalinghe al Rigas Sporta Pils.

## Storia
La società visse il suo periodo migliore negli anni novanta, conquistando otto titoli nazionali della Lettonia.
Dopo la stagione 2000-2001 il team è fallito, cessando ogni attività sportiva, e il suo posto nel campionato lettone è stato preso dal BK Skonto Rīga.

## Palmarès
- Campionato lettone: 8

1992, 1992-1993, 1993-1994, 1994-1995, 1995-1996, 1996-1997, 1997-1998, 1998-1999